# Catharsius fastidiosus
Catharsius fastidiosus là một loài bọ cánh cứng trong họ Bọ hung (Scarabaeidae).